# 1 Thot 2 Thot Red Thot Blue Thot
1 Thot 2 Thot Red Thot Blue Thot è un singolo del rapper statunitense Yung Gravy, pubblicato il 12 luglio 2017 come secondo estratto dal quarto EP Snow Cougar e incluso nel primo album in studio Sensational.

## Descrizione
Il brano utilizza un campionamento di Don't Look Any Further, il titolo fa riferimento al libro One Fish, Two Fish, Red Fish, Blue Fish di Dr. Seuss.

## Video musicale
Il video musicale, diretto da DJ TJ e dal rapper, è stato pubblicato sul canale YouTube di quest'ultimo il 18 maggio 2018.

## Tracce
Testi di Matthew Raymond Hauri, Dollie.
1. 1 Thot 2 Thot Red Thot Blue Thot – 2:10